# Begonia isabelensis
Begonia isabelensis là một loài thực vật có hoa trong họ Thu hải đường. Loài này được Quisumb. & Merr. mô tả khoa học đầu tiên năm 1928.